# ハーランド・ウィリアムズ
ハーランド・ウィリアムズ（Harland Williams、1962年11月14日 - ）は、カナダ、オンタリオ州生まれのコメディアン・俳優・声優である。

## 来歴
オンタリオ州のトロントにて生まれる。両親は共に弁護士であった。高校卒業後には地元の大学へ進学するも、少しして中退する。その後、コメディアンとしてロサンゼルスで活動を始める前までは、森林警備隊として5年間勤めた。その後アメリカへ渡り、コメディアンとして活動を始め、1994年に同じくカナダ出身のコメディアン、ジム・キャリー主演の爆笑コメディ映画『ジム・キャリーはMr.ダマー』の警官役で正式に映画デビュー。その後も順調にキャリアを重ねており、声優として長編アニメ映画などに声の出演もしている。

## 出演作品

### 映画
- ジム・キャリーはMr.ダマー Dumb & Dumber (1994)
- イン・ザ・ネイビー Down Periscope (1996)
- ロケットマン RocketMan (1997)
- ウワサの真相/ワグ・ザ・ドッグ Wag the Dog (1997)
- メリーに首ったけ There's Something About Mary (1998)
- ハーフ・ベイクト Half Baked (1998)
- ドッグ・パーク Dog Park (1998)
- スーパースター/爆笑スター誕生計画 Superstar (1999)
- 隣のヒットマン Whole Nine Yards (2000)
- フレディのワイセツな関係 Freddy Got Fingered (2001)
- 女子寮潜入大計画/ソロリティ・ボーイズ Sorority Boys (2002)
- カート・レイサー Kurt Racer (2003)
- サーフ・アカデミー/恋のマヒマヒ・ダンシング Surf School (2006)

### 声の出演
- サンタクロース・ブラザース The Santa Claus Brothers (2001)
- ロボッツ Robots (2005)
- ルイスと未来泥棒 Meet the Robibsons (2007)
- マダガスカル2 Madagascar: Escape 2 Africa (2008)

### テレビドラマ
- ラスベガス Las Vegas (2004)
- マイ・ネーム・イズ・アール My Name Is Earl (2005)

### テレビアニメ
- スクービー・ドゥー What's New, Scooby-Doo? (2005)
- パグ・パグ・アドベンチャー PUPPY DOG PALS (2017-2022) 製作